# Jeanne-Élisabeth de Nassau-Hadamar
Jeanne-Élisabeth de Nassau-Hadamar (17 janvier 1619 à Dillenburg - 2 mars 1647 à Harzgerode) est une princesse de Nassau-Hadamar par la naissance et par mariage princesse d'Anhalt-Harzgerode.

## Biographie
Son père est le prince Jean-Louis de Nassau-Hadamar, sa mère Ursule de Lippe-Detmold, fille du comte Simon VI de Lippe.

## Le mariage et la descendance
Elle épouse le prince Frédéric d'Anhalt-Harzgerode le 10 août 1642 à Bückeburg. Elle est sa première épouse. Ils ont les enfants suivants:
- Guillaume-Louis d'Anhalt-Harzgerode (1643-1709), prince d'Anhalt-Harzgerode, marié en 1671, à la comtesse Élisabeth-Albertine de Solms-Laubach (1631-1693) et en 1695 à la princesse Sophie-Auguste de Nassau-Dillenbourg (1666-1733)
- Anna Ursule (1645-1647)
- Élisabeth-Charlotte d'Anhalt-Harzgerode (1647-1723), mariée en 1663, au prince Guillaume-Louis d'Anhalt-Köthen (1638-1665) et en 1666, au duc Auguste de Schleswig-Holstein-Sonderbourg-Plön-Norbourg (1635-1699).